# Момсен, Чарльз
Чарльз Боуэрс «Швед» Момсен (21 июня 1896 — 25 мая 1967) — американский новатор-изобретатель, вице-адмирал, одним из первых достиг успехов при спасении подводников. Изобрёл устройство, названное его именем — лёгкие Момсена, предназначенное для спасения подводников из затонувшей подводной лодки. За это изобретение был награждён медалью «За выдающуюся службу» в 1929 году.

## Первые годы службы
Родился Чарльз Момсен 21 июня 1896 года в микрорайоне Флашинг, Куинс, Нью-Йорк. В 1914 году Момсен поступил в военно-морскую академию США, но уже весной ушел из академии из-за неудовлетворительных отметок. Но Момсен решил повторить попытку и во второй раз это ему удалось. В 1919 году он окончил академию (курс был сокращен на год в связи со вступлением США в Первую мировую войну).
С 1919 по 1921 год Чарльз служил на линкоре USS Oklahoma (BB-37). В 1921 году он поступил в Военно-морскую школу подводного флота США в Нью-Лондоне, которую закончил в январе 1922 года. Через полтора года он принял командование уже устаревающей подводной лодкой USS O-15 (SS-76). Через несколько лет в его командование передана одна из новейших на тот момент подводная лодка USS S-1 (SS-105).

## Изобретения

### Первые попытки
Во время его службы на лодке S-1, во внимание Момсена попала необходимость спасения затонувших подводников. 25 сентября 1925 года аналогичная подводная лодка USS S-51 (SS-162) столкнулась с грузовым судном и затонула на глубине 40 метров. Момсен получил приказ отправиться на поиски затонувшей лодки, но, несмотря на найденное нефтяное пятно на поверхности воды, найти саму лодку на дне без эхолота не было никакой возможности. Как не было шансов на спасение и у запертого внутри лодки экипажа. Этот случай показал, почему службу в подводном флоте называли «Службой в гробу (Гробовой службой)»: с 1929 по 1939 год более 700 человек погибли в 20 затонувших субмаринах.
Момсен начал искать способы для спасения подводников. Он пытался использовать водолазный колокол, чтобы спустить его к затонувшей подводной лодке, закрепить над выходным люком и открыть люк, чтобы люди могли выбраться из лодки. Однако, для того, чтобы это сделать нужно было обеспечить водонепроницаемое соединение, которое планировалось обеспечить с помощью резиновой прокладки, размещаемой по нижнему контуру колокола, и снижением давления воздуха в колоколе после установки его на люк. После этого люк мог быть открыт, а подводники спасены.
Момсен изложил и проиллюстрировал свою идею и отправил свои наброски руководству. Он ждал ответа более года, после чего решил, что его идея технически неверна.
Позже Момсен был направлен в подразделение подводного флота по созданию и ремонту подводных лодок. Там он обнаружил свои наброски и узнал, что его идея была признана неэффективной. Повторные попытки её реализовать также оказались безуспешными.
Вскоре после этого, в декабре 1927 года, у берегов Кейп-Код затонула подводная лодка USS S-4 (SS-109). Сорок человек погибли. Шесть членов экипажа были живы около трёх суток в торпедном отсеке, однако не имели возможности спастись.

### Лёгкие Момсена
После затопления USS S-4 (SS-109) Момсен начал работу над индивидуальным спасательным аппаратом, который помог бы подводникам безопасно подниматься на поверхность. Это устройство представляло собой продолговатый резиновый контейнер, перерабатывающий выдыхаемый воздух. Несмотря на наличие официального названия, это устройство стало известно как «лёгкие Момсена».
Устройство состоит из полости с натровой известью, которая поглощает углекислый газ из выдыхаемого воздуха, после чего воздух пополняется кислородом. Две трубки вели из контейнера ко рту: одна для вдыхаемого кислорода, вторая для выдыхаемого углекислого газа. Устройство крепилось вокруг шеи и висело спереди в области грудной клетки. Кроме обеспечения кислородом для подъёма на поверхность, устройство обеспечивало медленное всплытие, что позволяло избежать эмболии, то есть закупоривания кровеносных сосудов из-за образования воздушных пробок в крови.
С июня 1929 года по сентябрь 1932 года Момсен вместе с наводчиком Кларенсом Л. Тиббальсом и гражданским сотрудником подразделения Фрэнком М. Хобсоном разрабатывали это устройство. В 1929 году Момсен за испытания устройства на себе на глубине около 61 метра был отмечен медалью «За выдающуюся службу».
Первый случай, когда подводники были спасены благодаря «лёгким Момсена», произошел в октябре 1944 года. Тогда восемь членов экипажа спаслись с затонувшей на глубине 55 метров подводной лодки SS Tang (SS-306) в водах Восточно-Китайского моря.
Позже «лёгкие Момсена» были заменены на более совершенное устройство — капюшон Штайнке и техниками «свободного подъёма».

### Водолазный колокол
В 1930 году Момсен вернулся к идее использования водолазного колокола и начал создание прототипа из водонепроницаемых материалов. Момсен считал, что его первая модель была недоработанной и нуждалась в небольших уточнениях. Лейтенант Аллан Роквелл МакКенн снова принимал активное участие в создании этого устройства. По завершении работ в конце 1930 года было проведено несколько успешных испытаний в водах близ Ки-Уэст, после которых устройство было введено в эксплуатацию как спасательная камера МакКенна.
Эта камера была весом около 9 тонн и напоминала перевернутую грушу высотой порядка 3 м и диаметром от 1,5 м у основания до 2,4 м у самой широкой части. Низ камеры был выполнен в соответствии с габаритами спасательного люка подводной лодки, а также оснащен резиновой прокладкой для водонепроницаемого соединения с подводной лодкой. Внутри камеры находилась лебёдка с тросом, который соединялся с крышкой люка. С помощью этой лебёдки камера преодолевала положительную плавучесть и подтягивалась к люку. После присоединения к люку, из нижней части камеры откачивалась вода, после чего люк открывали и подводники могли перейти в спасательную камеру. После того, как люди выбирались из подводной лодки в камеру, люк закрывался, а камеру поднимали на поверхность, отпуская трос. Благодаря тросу, операцию можно было повторять неоднократно, закрепляя спасательную камеру точно над люком.

### Газовые смеси
С 1937 по 1939 годы Момсен проводил глубоководные погружения в Вашингтонской военной верфи, которые позволили сделать прорыв в области физиологии газовых смесей высокого давления для лёгочного дыхания.  При дыхании под водой азот попадает в кровь и в ткани тела, что на глубине ниже 40 м может вызвать азотное отравление. Слишком быстрый подъем при дыхании сжатым воздухом может вызвать декомпрессионную болезнь.
В результате экспериментов, которые чаще всего проводились Момсеном самостоятельно, азот был заменен на менее опасный гелий в пропорциях соответствующим глубине погружения.

### Спасение «Скволуса»
Момсен, уже получивший известность за создание индивидуального спасательного аппарата, получил ещё большую известность проведением работ по спасению экипажа подводной лодки USS Sailfish (SS-192), более известной как «Скволус».
«Скволус» затонул в мае 1939 года на глубине 74 метров в водах островов Шолс недалеко от побережья штата Нью-Гэмпшир. Капитан лодки Оливер Наквин выпустил на поверхность сигнальный буй с телефоном, но, когда капитан вышедшей на помощь подводной лодки «Скалпин» пытался связаться по телефону с Наквином, набежавшая волна отбросила «Скалпин» в сторону и кабель телефона оборвался.
Момсен вместе с МакКенном прибыл к месту крушения чуть позже на борту тральщика USS Falcon (AM-28). По приказу Момсена к затонувшей лодке был отправлен водолаз Мартин Сибитски. Он смог установить связь с экипажем подводной лодки, который стуком по корпусу смог сообщить, что капитан лодки решил не использовать индивидуальные аппараты Момсена, так как экипаж не знаком с ними, и дождаться пришедшей помощи.
Следующим утром водолаз Сибитски прикрепил к люку трос для состыковки со спасательной камерой МакКенна. Усилиями двоих водолазов, Бэддерса и Михаловски, спасательная камера была закреплена на крышке люка, подтянута и закреплена. Экипаж подводной лодки спасали постепенно, в общей сложности было сделано четыре подхода, в которых были спасены все выжившие к тому времени 33 члена экипажа.

## Вторая мировая война
Во время Второй мировой войны Момсен служил как командир эскадрильи субмарин № 2 (ComSubRon 2) и командир эскадрильи субмарин № 4 (ComSubRon 4). Во время службы в эскадроне № 2 Тихоокеанского флота, шкиперы докладывали ему, что в работе торпед не все идет хорошо. После их выпуска под положенным прямым углом они не всегда взрывались, однако при выпуске под непрямыми углами взрывались. Служащие эскадрильи недоумевали по этому поводу, и Момсен решил узнать почему так происходит. Он отправился на мелководье с отвесными скалами у гавайского острова Кахоолаве и сделал несколько тестовых выстрелов, для получения неразорвавшихся торпед. После чего, Чарльз, рискуя своей собственной жизнью, отправился под воду, чтобы найти неразорвавшийся снаряд. С помощью своей команды они достали торпеду на борт и выяснили причины проблемы.
За свои заслуги как командира, руководившего группой подводных лодок при атаке на контролируемые японцами воды в Восточно-Китайском море, Момсен получил награду — Военно-морской крест. Он разработал собственную тактику нападения, и под его руководством было уничтожено пять японских кораблей и нанесены серьёзные повреждения восьми другим. Чарльз Момсен также получил Орден «Легион Почёта» за командование во время первой для американского флота атаки с использованием тактики волчьей стаи во вражеских водах с февраля 1943 года по июнь 1944 года.
Позже с декабря 1944 года по август 1945 года Момсен командовал линкором USS South Dakota (BB-57). За свои выдающиеся заслуги Чарльз получил Золотую звезду вместо третьего награждения орденом «Легион Почёта».

## Послевоенные годы
В ноябре 1945 года он руководил флотом из около 2000 кораблей, укомплектованных японскими экипажами, которые эвакуировали почти 6 миллионов японцев из Маньчжурии (Тайвань) и островов в Тихом океане.
Момсен служил на флоте генерального совета с июня 1947 года по май 1948 года. Тут он проходил службу как помощник командующего военно-морскими операциями подводной войны с 1948 по 1951 год, а затем стал командующим Тихоокеанского подводного флота.
Вице-адмирал Чарльз Момсен умер от рака 25 мая 1967 года и был похоронен на Арлингтонском национальном кладбище.
42-й эскадренный миноносец типа «Арли Бёрк» USS Momsen (DDG-92) был назван в его честь.
Казарма Момсен Холл, рассчитанная на 75 человек и расположенная на багамском острове Андрос была также названа в его честь.